# Léonille de Sayn-Wittgenstein-Sayn
Léonille de Sayn-Wittgenstein-Sayn, née Leonilla Ivanovna Bariatinskaia (en russe  Леонилла Ивановна Барятинская) à Moscou le 9 mai 1816 et morte à Lausanne le 1er février 1918, est une princesse russe, épouse de Ludwig Adolf Friedrich zu Sayn-Wittgenstein-Sayn. Veuve installée en Suisse, à Ouchy dès 1871, elle est connue pour ses nombreuses œuvres de mécénat et en faveur des défavorisés. Elle a contribué au développement du catholicisme dans la ville de Lausanne et la paroisse du Sacré-cœur s'est développée à partir de sa chapelle privée dans sa propriété d'Ouchy.

## Biographie
Fille du prince Ivan Bariatinsky, conseiller privé de l'empereur de Russie, Leonilla Ivanova Bariatinsky est née le 9 mai 1816 à Moscou.  Après avoir vécu ses premières années à Saint-Pétersbourg à la cour du tsar Nicolas Ier, elle épouse le prince Louis de Sayn-Wittgenstein-Berleburg (en) le 24 octobre 1834. Avec lui, elle a quatre enfants, mais élève aussi les deux enfants de la première femme du prince, la princesse Caroline Stefania Randziwill (1809-1832). Le couple vit tout d'abord à Berlin, puis à Paris jusqu'à la mort du prince le 20 juin 1866. Elle s'installe ensuite en Suisse, à Lausanne, où elle achète en 1871 la propriété de Mon Abri, dans le quartier d'Ouchy. Elle y demeure jusqu'à son décès le 1er février 1918.
Le 24 juin 1847, avec l'accord de son mari, Léonille de Sayn-Wittgenstein-Sayn se convertit  de l'orthodoxie au catholicisme.  Sa foi chrétienne a toujours influencé son existence et, devenue veuve, elle se consacre encore davantage à des œuvres de mécénat, et de philanthropie. En 1876, à une époque où l'exercice de la foi catholique n'est pas encore pleinement autorisé dans le canton de Vaud, elle fait construire dans sa propriété une chapelle privée qui deviendra en 1912 l'église paroissiale du Sacré-Cœur d'Ouchy. Ses funérailles sont célébrées dans cette église le 5 février 1918. Elle aurait été un des propriétaires du célèbre diamant Black Orlov.

## Enfants

Princesse Léonille de Sayn-Wittgenstein-Sayn (1943), J. Paul Getty Museum, Los Angeles.

Enfants de Louis de Sayn-Wittgenstein-Sayn et de la princesse Caroline Stefania  Randziwill (1809-1832) : 
- Maria-Antoinette-Caroline-Stéphanie, (16 février 1829 — 21 décembre 1897) ;
- Peter Dominicus Ludwig, (10 mai 1831 — 20 août 1887).

Enfants de la princesse Léonille et de  Louis de Sayn-Wittgenstein-Sayn :
- Theodor Friedrich, (3 avril 1836 — 19 mai 1909) ;
- Antoinette, (12 mars 1839 — 17 mai 1918) ;
- Ludwig, (15 juillet 1843 — 28 février 1876) ;
- Alexandre, (14 juillet 1847 — 12 août 1940).

## Écrits
- Epanchements d'une centenaire, Bruxelles, [s.d], 49 p.
- La baronne d'Olcah, Payot, Lausanne, 1910, 38 p.
- Mélanges, Impr. J. Couchoud, Lausanne, 1909, 145 p.
- Pages intimes : l'Alléluia dans l'épreuve, Impr. P. Jacquin, Besançon, 1918, 310 p.
- Souvenirs : 1825-1907, P. Lethielleux, Paris, 1907, 182 p.
- Souvenir vivant d'un passé lointain, [s.l.], [ca 1907], 20 p.